# Arheologie americană

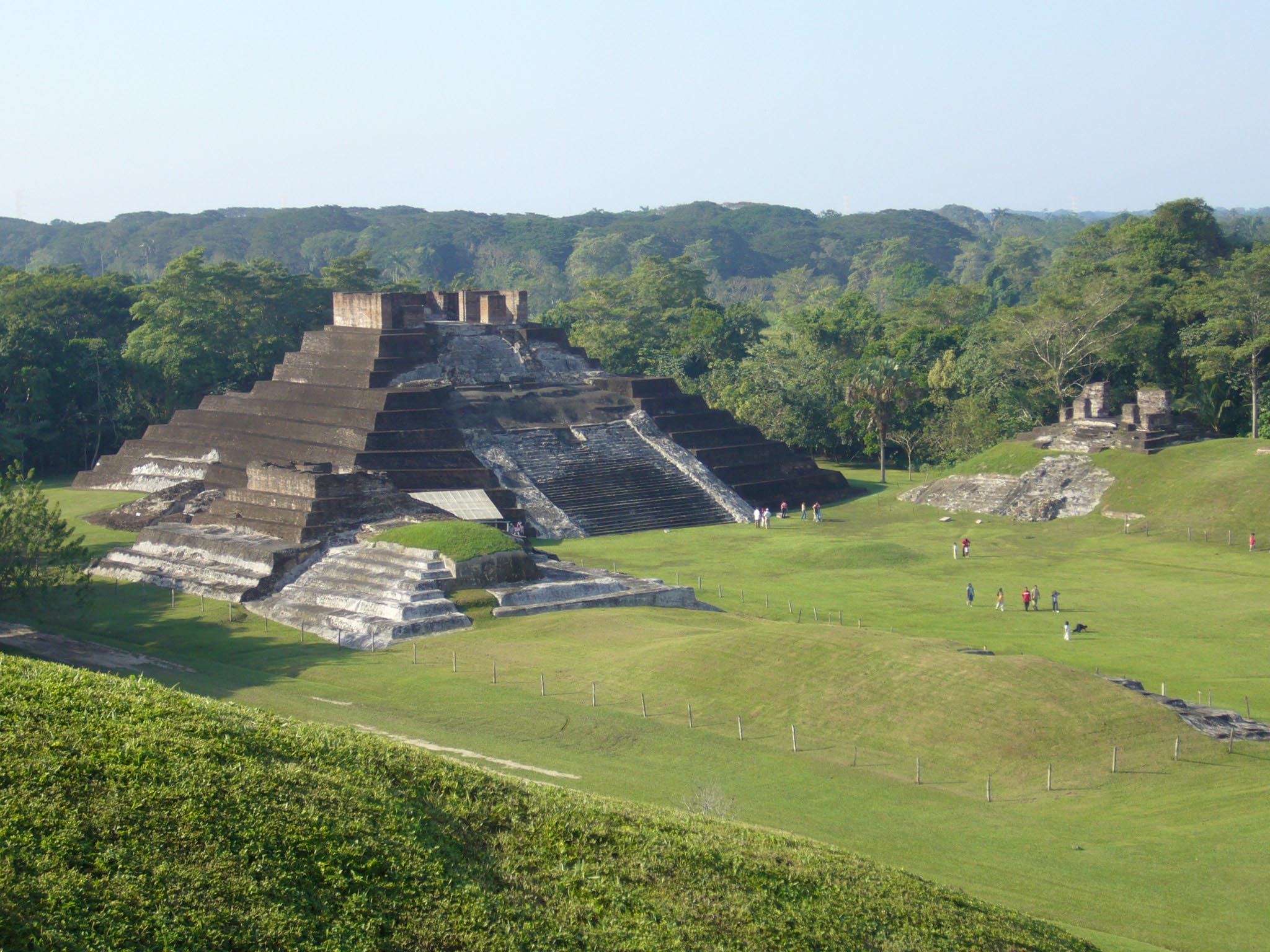
Comalcalco, Cultura Maya

Arheologia americană studiază arheologia Americii de Nord, Americii Centrale, Americii de Sud și a Insulelor Caraibe. Aici se include și studiul civilizațiilor precolumbiene precum și studiul tuturor indigenilor americani.

## Cronologia arheologiei americane
Una din cele mai acceptate clasificări a culturilor arheologice americane a fost stabilită de Gordon Willey și Philip Phillips în lucrarea publicată în 1958: Method and Theory in American Archaeology. Ei au împărțit descoperirile arheologice din America în cinci faze principale, după cum urmează:
- Epoca litică (Lithic stage), definește adaptarea la vânătoare. În anumite regiuni poate fi datată înainte de 8000 î.Hr. Exemple includ aici cultura Clovis, și grupuri paleo-indiene.
- Epoca arhaică (Archaic stage), definește o perioadă în care este caracteristică înclinația spre modul de viață culegător în strânsă legătură cu resursele naturale după decăderea modului de viață bazat pe vânătoare. Culturile caracteristice acestei epoci sunt datate între 8000 î.Hr. ți 1000 î.Hr. Exemple reprezentative sunt tradiția uneltelor mici artice, cultura Poverty Point, sau cultura Chincharro.
- Epoca formativă, (Formative stage), este definită ca o perioadă în care predomină așezările bazate pe agricultură. Cele mai multe așezări sunt datate între 1000 î.Hr. și 500 d.Hr. Cele mai cunoscute manifestări sunt: cultura Dorset, cultura Zapotec sau cultura Olmec.
- Epoca clasică, (Classic stage), definită ca civilizația timpurie, este datată între 500 și 1200 d.Hr. Unii cercetători consideră că doar civilizațiile din America Centrală și Peru au atins acest nivel de complexitate. Aici sunt incluse civilizașiile Maya și Toltec.
- Epoca postclasică, (Post-Classic stage), este definită ca civilizația târzie prehispanică și este datată începând cu 1200. Aici sunt incluse civilizația târzie Maya și culturile Aztec, (Tenochtitlán).

După definirea acestor cinci etape cronologice s-au creat o serie de sub-diviziuni cronologice pentru a definii mai bine secvențele cronologice în anumite regiuni.

## Arheologia în Statele Unite
În Statele Unite, arheologia ca disciplină este parte componentă a antropologiei. Studiul arheologiei este îngreunat de o serie de legi care protejează patrimoniul cultural al indienilor americani. Unele descoperiri trebuiesc chiar înapoiate triburilor actuale, iar o serie de situri nu pot fi cercetate, în special necropole.

## Omul în America
Una din cele mai de seamă preocupări ale arheologiei americane este originea și răspândirea omului în America. Cele mai timpuri descoperiri cunoscute până în prezent în acestă regiune sunt cunoscute sub denumirea de Paleo Indieni.